# Rhipidia incompleta
Rhipidia incompleta är en tvåvingeart som först beskrevs av Riedel 1914.  Rhipidia incompleta ingår i släktet Rhipidia och familjen småharkrankar.
Artens utbredningsområde är Kenya. Inga underarter finns listade i Catalogue of Life.